# U-MYX
U-MYX est un format de fichier audio développé par l'entreprise du même nom qui permet de gérer différents canaux de son de manière séparée. Le nom se lit "You mix", en anglais "tu mixes".
Un fichier U-MYX comprend différentes voix, et différents instruments enregistrés séparément. L'utilisateur peut choisir d'atténuer ou d'augmenter le volume de chacune de ces pistes, en temps réel, lors de la lecture du fichier. On peut même ainsi obtenir une version instrumentale, avec un résultat bien meilleur que ce que donnent des logiciels comme NoVoice qui tentent de filtrer la voix sur des enregistrements classiques. La contrepartie est un fichier bien plus volumineux, puisque les sons sont enregistrés séparément. Le logiciel peut autoriser ou non l'exportation de la version obtenue en MP3 ou WAV.
Loin d'être un standard, le format est très fermé. Cela implique de fournir constamment un logiciel de lecture avec les fichiers. Les logiciels d'enregistrement ne sont pas distribués publiquement.
De fait, le U-MYX est surtout utilisé pour fournir des sections de bonus dans les albums. On peut donc distribuer un CD audio qui, lu sur ordinateur, contient quelques musiques en U-MYX (non lisibles par le lecteur de CD-audios traditionnel), avec le logiciel nécessaire. Cette pratique est assez clairement annoncée comme destinée à fournir à l'acheteur du CD des contenus qui lui apportent une plus-value par rapport à ceux qu'il pourrait facilement se procurer par téléchargement illégal. On peut citer Light + Shade de Mike Oldfield ou Butterflies & Hurricanes de Muse.
En 2009 le site internet de l'entreprise passe de l'adresse www.u-myx.com à www.gomix.com. Ce changement est apparu comme assez déstabilisant pour les utilisateurs, car d'une part les contenus en ligne relatifs à toutes les musiques au format U-MYX n'ont pas été transférées, et le domaine www.u-myx.com n'a pas été conservé, même comme redirection.